# Pieterburen
La cittadina di Pieterburen si trova nella zona nord della provincia di Groninga, nei Paesi Bassi.
Pieterburen fa parte della municipalità di Het Hogeland.
Pieterburen si trova sull‘Hogeland di Groninga. È un'area ricca di chiese gotiche, fattorie, e terra aperdita d'occhio fino al Mare dei Wadden.
Dalla cittadina parte il Pieterpad, un itinerario escursionistico nazionale di lungo raggio di 485 km.